# Ejército europeo
El término ejército europeo o ejército de la UE refiere a un hipotético ejército de la Unión Europea que sustituiría a la Política Común de Seguridad y Defensa e iría más allá de la actual propuesta de Unión Europea de Defensa. Actualmente no existe tal ejército y la defensa es una cuestión de competencia exclusiva de los Estados miembros.

## Antecedentes
La idea de un ejército europeo se discutió por primera vez en la década de 1950. Fue propuesto por Francia y habría sido integrado por los «seis fundadores» (Bélgica, Francia, Italia, Luxemburgo, Países Bajos y Alemania), tenía como finalidad fortalecer la defensa contra la amenaza soviética sin rearmar directamente a Alemania tras la Segunda Guerra Mundial. En 1952 se firmó el Tratado constitutivo de la Comunidad Europea de Defensa, pero no fue ratificado por los signatarios.
Además, durante la Guerra Fría, Europa Occidental dependía completamente de la OTAN para su defensa, lo que impidió el desarrollo de la cooperación europea en esta materia. Inmediatamente después de la caída del comunismo, el aparato de defensa estaba preocupado por la expansión de la OTAN en el antiguo Bloque del Este. También la idea de un ejército europeo ganó popularidad después de los ataques del 11 de septiembre y la participación de la OTAN en conflictos fuera y más allá de Europa. En un fenómeno denominado «diversificación de la seguridad europea», la OTAN ha pasado a ser responsable de las amenazas «duras», mientras que la Unión Europea ha asumido un papel más importante en las amenazas «blandas», esto incluye el mantenimiento de la paz en los Balcanes occidentales. El Tratado de Lisboa de 2009 también ha fomentado la integración de la defensa dentro de la UE. Esto ha llevado al apoyo a una Unión Europea de Defensa, que supondría un paso más allá, en la colaboración con respecto a la actual Política Común de Seguridad y Defensa.
En 2019, Alemania y los Países Bajos activaron el «Batallón de Tanques 414», el primero que incluyó soldados de dos países miembros de la UE. El batallón se creó porque Alemania no disponía de suficientes soldados, mientras que los Países Bajos carecían de capacidades blindadas. La experiencia fue descrita como un paso hacia un ejército europeo. Sin embargo, otra experiencia con la Brigada Franco-Alemana en Alsacia ha obtenido un resultado diferente, enfrentándose a desafíos debido a las grandes diferencias lingüísticas y culturales. Cabe destacar la «cautela innata de Alemania desde la Segunda Guerra Mundial respecto de la intervención militar».
La situación actual de los tratados no establece un ejército de la UE y mantiene la defensa reservada a los Estados miembros.

## Características
El término «ejército europeo» resulta vago y no está del todo definido respecto a su alcance. Una mayor integración haría que la seguridad fuera más eficiente y menos costosa para los Estados miembros.

## Apoyo y oposición

### Muestras de Apoyo
El presidente francés, Emmanuel Macron, y la entonces canciller alemana, Angela Merkel, expresaron su apoyo a un ejército europeo conjunto. Macron lo respaldó en 2018, en el contexto de la retirada estadounidense del Tratado de Fuerzas Nucleares de Alcance Intermedio y a la luz del escepticismo del entonces presidente estadounidense Donald Trump respecto del atlantismo. Otros políticos europeos que han expresado su apoyo en distintos momentos, incluyen al ex primer ministro francés Alain Juppé (en 1996), el ex primer ministro italiano Silvio Berlusconi, el expresidente de la Comisión Europea Jean-Claude Juncker, los ex primeros ministros checos Miloš Zeman y Bohuslav Sobotka, y el primer ministro húngaro Viktor Orbán, entre otros. Un ejército europeo está en el programa político oficial del Partido Popular Europeo.
La ex vice primera ministra neerlandesa Kajsa Ollongren apoyó la idea, mientras que el entonces ministro de Defensa del país Ank Bijleveld se opuso. También se han opuesto a ello políticos euroescépticos en la UE, como Ryszard Legutko. Se ha descrito a la OTAN como el "mayor obstáculo" para un ejército europeo.
Una encuesta realizada en 2019 concluyó que el 37 % de los ciudadanos neerlandeses «apoyó la idea de un ejército europeo», mientras que el 30 % se opone a la idea de la formación de un ejército con todos los miembros de la UE.
En 2021, tras la retirada de las fuerzas de la OTAN de Afganistán, permitiendo la toma del poder por parte de los talibanes. el presidente de la República Italiana, Sergio Mattarella, habló sobre la necesidad de crear un ejército europeo. El ex primer ministro italiano Silvio Berlusconi también se pronunció a favor de la creación de este ejército europeo para proteger las fronteras del continente. El general del ejército italiano, Claudio Graziano, presidente del Comité Militar de la Unión Europea, expresó a su vez, la necesidad de crear un ejército europeo lo antes posible.
En el discurso sobre el Estado de la Unión de 2021, pronunciado por la presidenta de la Comisión Europea, Ursula von der Leyen, ante el Parlamento Europeo dijo a los miembros de la Unión que «lo que necesitamos es una Unión Europea de Defensa» y que «... la Unión Europea es un proveedor de seguridad único. Habrá misiones en las que la OTAN o la ONU no estarán presentes, pero en las que Europa debería estar... Se han debatido mucho sobre las fuerzas expedicionarias. Sobre qué tipo y cuántas necesitamos: grupos de combate o fuerzas de entrada de la UE. Sin duda, esto forma parte del debate, y creo que será parte de la solución. Pero la cuestión fundamental es, por qué esto no ha funcionado en el pasado». y anunció una Cumbre sobre la defensa europea.
El 17 de septiembre de 2021, el entonces primer ministro italiano, Mario Draghi, habló sobre el ejército europeo al final de la cumbre EuMed en Atenas, dando un tono urgente a su creación.
El anuncio de la AUKUS (o asociación de seguridad trilateral) formada por Australia, Reino Unido y Estados Unidos con el objetivo de «sostener la paz y la estabilidad en la región del Indo-Pacífico» en un intento de limitar el ascenso de China como potencia militar global, ha tenido como consecuencia cierta desconfianza en Europa, principalmente en Francia, que ha contribuido a acelerar el proceso de formación de un ejército europeo.
El 28 de septiembre de 2021, Grecia y Francia firmaron un acuerdo militar multimillonario. El primer ministro griego Kyriákos Mitsotákis calificó la idea de un ejército europeo como «una propuesta madura» y afirmó que este acuerdo podría ser un primer gran paso hacia un ejército europeo.
La Unión Paneuropea apoya activamente la creación de un ejército europeo.
El 5 de noviembre de 2024, en el contexto de la segunda victoria de Donald Trump en las elecciones presidenciales de Estados Unidos de 2024, el primer ministro luxemburgués, Luc Frieden, pidió la formación de un Ejército Europeo afirmando que "la inaceptable invasión de Ucrania por parte de Rusia ha sido una llamada de atención".
El 15 de febrero de 2025, durante su discurso en la 61.ª Conferencia de Seguridad de Múnich, el presidente de Ucrania, Volodímir Zelenski, pidió la creación de un «Ejército de Europa» para contrarrestar a Rusia y ante la perspectiva de un apoyo vacilante por parte de la nueva administración de Estados Unidos. El día anterior del vicepresidente de los Estados Unidos, J. D. Vance, pidió a Europa «dar un paso adelante a lo grande» en lo que respecta a su propia defensa.

### Oposición
Según oficiales de la OTAN, la alianza ha desalentado unas capacidades de defensa europeas independientes, tanto para de evitar la duplicación como por el riesgo moral de los gastos de defensa estadounidenses impulsando así un menor gasto militar por parte de los países europeos. El embajador de Estados Unidos ante la OTAN también expresó su oposición a cualquier proteccionismo europeo para el desarrollo de su propia industria de defensa. El Secretario General de la OTAN, Jens Stoltenberg, dijo que la Unión Europea no podría defenderse sin la OTAN y no debería intentar formar un ejército europeo.
Con motivo del 70 aniversario de la presencia de la OTAN en Italia, Sergio Mattarella, presidente de la República Italiana, habló de un fortalecimiento de la defensa europea, dentro de la alianza con la OTAN.

### Resultados de la encuesta YouGov 2022
En abril de 2022, YouGov realizó una encuesta en los países miembros de la Unión Europea y el Reino Unido queriendo conocer apoyo para la creación de un ejército europeo integrado. Los resultados de esta encuesta se presentan en la siguiente tabla.
| País         | Apoyo | Oposición | NS/NC | Diferencia | Cambio desde 2021 |
| ------------ | ----- | --------- | ----- | ---------- | ----------------- |
| Polonia      | 57    | 21        | 22    | +36        | 3 %               |
| Rumania      | 51    | 23        | 26    | +28        | 4 %               |
| Hungría      | 50    | 29        | 21    | +21        | 5 %               |
| Lituania     | 62    | 22        | 16    | +40        | 5 %               |
| Finlandia    | 53    | 21        | 25    | +32        | 8 %               |
| Suecia       | 48    | 27        | 25    | +21        | 9 %               |
| Dinamarca    | 41    | 39        | 20    | +2         | 5 %               |
| España       | 64    | 21        | 15    | +43        | 7 %               |
| Grecia       | 55    | 27        | 17    | +28        | 8 %               |
| Italia       | 50    | 30        | 20    | +20        | 0 %               |
| Países Bajos | 61    | 23        | 17    | +38        | 9 %               |
| Alemania     | 58    | 27        | 15    | +31        | 4 %               |
| Francia      | 55    | 24        | 21    | +31        | 3 %               |
| Reino Unido  | 34    | 35        | 30    | –1         | 10 %              |
| Croacia      | 49    | 23        | 28    | +26        | —                 |
| Eslovaquia   | 44    | 37        | 19    | +7         | —                 |
| Bulgaria     | 39    | 33        | 28    | +6         | —                 |